# ميغال فيدالغو
ميغال فيدالغو (بالبرتغالية: Nuno Miguel Fidalgo dos Santos‏) (19 مارس 1982 في البرتغال - ) هو لاعب كرة قدم برتغالي في مركز الهجوم. لعب مع نادي أكاديميكا كويمبرا ونادي أونياو دا ماديرا ونادي أيك لارنكا ونادي فيتوريا سيتوبال وناسيونال ماديرا ونادي كامتشا ‏.

## وصلات خارجية
- ميغال فيدالغو على موقع قاعدة بيانات كرة القدم.إي يو (الإنجليزية)
- ميغال فيدالغو على موقع Soccerway.com (الإنجليزية)
- ميغال فيدالغو على موقع AS.com (الإسبانية)